# 3447 Burckhalter
3447 Burckhalter eller 1956 SC är en asteroid i huvudbältet, som upptäcktes 29 september 1956 av Indiana Asteroid Program vid Indiana University Bloomington med Goethe Link Observatory. Asteroiden har fått sitt namn efter Charles Burckhalter.
Asteroiden har en diameter på ungefär 5 kilometer och den tillhör asteroidgruppen Hungaria.